# Игра (филм из 2022)
Гејм (The Game) је српски играни филм из 2021. године.
Премијерно је приказан 9. септембра 2021. године на Филмском фестивалу у Торонту, док је премијера у Србији била 1. марта 2022. године на 50. Фесту.

## Радња
Када Страхиња, кријумчар са лошим родитељским вештинама и зависношћу од коцкања, бива заглављен са два дечака - мигранта у балканској забити, они ће бити принуђени да се држе бочних путева како би пронашли илегалан прелаз у Западну Европу.
Изражена страст дечака према животу повешће Страхињу на пут освешћења по питању зидова које је изградио око себе.

## Улоге
| Глумац                 | Улога    |
| ---------------------- | -------- |
| Бранислав Трифуновић   | Страхиња |
| Слобода Мићаловић      | Тијана   |
| Борис Исаковић         | Радован  |
| Радослав Миленковић    | Мика     |
| Мина Ненадовић         | Ива      |
| Јусеф ал Калед         | Јусеф    |
| Хамед Хамоудипоурараби | Хамед    |
| Мехди Хамоудипоурараби | Мехди    |
| Амр Алкалед            | Амир     |